# Porter P. Lowry
Porter Prescott Lowry II (även publicerad under namnet Pete Lowry), född 27 oktober 1956 i Salem, Oregon, är en amerikansk botaniker, upptäcktsresande och professor.
Auktorsnamnet Lowry kan användas för Porter P. Lowry i samband med ett vetenskapligt namn inom botaniken; se Wikipediaartiklar som länkar till auktorsnamnet.